# Balkanabat
Balkanabat (bivši Nebit-Dag ili Nebitdag) je glavni grad pokrajine Balkan u zapadnom dijelu Turkmenistana. U gradu živi 108.000 stanovnika (1999.). 
Nalazi se 600 km sjeverozapadno od glavnog grada Aşgabata. Osnovan je 1933. kao željeznička stanica trans-kaspijske željeznice. U kasnim tridesetima godinama dvadesetog stoljeća nosio je ime Neft-Dag (ruski neft= nafta). Grad je industrijsko središte za preradu nafte i plina.